# Новопетровский сельсовет (Константиновский район)
Новопетро́вский сельсове́т — сельское поселение в Константиновском районе Амурской области.
Административный центр — село Новопетровка.

## История
30 сентября 2005 года в соответствии с Законом Амурской области № 72-ОЗ муниципальное образование наделено статусом сельского поселения.
Законом Амурской области от 7 мая 2015 года № 533-ОЗ,
Новопетровский, Войковский и Орловский сельсоветы объединены в Новопетровский сельсовет.

## Население
| 2002  | 2010  | 2011  | 2012 | 2013 | 2014 | 2015 |
| ----- | ----- | ----- | ---- | ---- | ---- | ---- |
| 595   | ↘567  | ↘566  | ↘557 | ↘548 | ↘536 | ↘512 |
| 2016  | 2017  | 2018  | 2019 | 2020 | 2021 |      |
| ↗1004 | ↗1014 | ↘1004 | ↘987 | ↘969 | ↘759 |      |

## Состав сельского поселения
| № | Населённый пункт | Тип населённого пункта       | Население |
| - | ---------------- | ---------------------------- | --------- |
| 1 | Войково          | село                         | ↘192      |
| 2 | Новопетровка     | село, административный центр | ↗531      |
| 3 | Орловка          | село                         | ↘281      |